# 19. avgust
19. avgust je 231. dan leta (232. v prestopnih letih) v gregorijanskem koledarju. Ostaja še 134 dni.

## Dogodki
- 1691 – Začela se je bitka pri Slankamnu v Sremu, v kateri je avstrijska vojska premagala turško.
- 1848 – Newyorški časnik New York Herald je poročal o najdbi zlata v Kaliforniji, kar je povzročilo zlato mrzlico.
- 1866 – V Baltimoru so ustanovili sindikat National Labour Union, ki se je zaćel boriti za osemurni delavnik.
- 1914:
  - Parlament Kanade je potrdil ustanovitev ekspedicijske enote.
  - British Expeditionary Force (BEF) se je izkrcala v Franciji.
- 1918 – Narednik Irving Berlin je odprl muzikal o vojaškem življenju Yip Yap Yaphank med prvo svetovno vojno v Century Theatre (New York).
- 1942 – anglo-kanadski napad na Dieppe.
- 1944:
  - Bitka pri Falaise-Argentanu.
  - Vstaja v Parizu.
- 1973 – Grčija je postala republika.
- 1991 – Boris Jelcin je z nastopom pred stavbo ruskega parlamenta preprečil državni udar konservativcev.
- 2010 – Po sedmih letih vojne se je iz Iraka umaknila večina ameriških vojakov.

## Rojstva
- 232 – Mark Anij Florijan, rimski cesar († 276)
- 232 – Mark Avrelij Prob, rimski cesar  († 282)
- 1646 – John Flamsteed, angleški astronom († 1719)
- 1785 – Seth Thomas, ameriški urar († 1859)
- 1808 – James Nasmyth, škotski inženir, ljubiteljski astronom († 1890)
- 1843 – Charles Montagu Doughty, angleški popotnik († 1926)
- 1871 – Orville Wright, ameriški letalec († 1948)
- 1872 – Théophile Ernest de Donder, belgijski matematik, fizik († 1957)
- 1881 – George Enescu, romunski violinist, skladatelj († 1955)
- 1883 – Coco Chanel, francoska modna oblikovalka († 1971)
- 1887 – Francis Ledwidge, irski pesnik († 1917)
- 1891 – Milton Lasell Humason, ameriški astronom († 1972)
- 1900 – Gilbert Ryle, britanski filozof († 1976)
- 1915 – Vladimir Lamut, slovenski slikar, grafik († 1962)
- 1925 – Claude Gauvreau, kanadski (quebeški) dramatik, pesnik († 1971)
- 1939 – Alan Baker, angleški matematik
- 1946 – Bill Clinton, ameriški predsednik
- 1951 – John Deacon, angleški glasbenik (Queen)
- 1954 – Oscar Larrauri, argentinski avtomobilski dirkač
- 1957 – Cesare Prandelli, italijanski nogometaš in trener
- 1969 – Matthew Perry, ameriško-kanadski filmski in televizijski igralec
- 1973 – Marco Materazzi, italijanski nogometaš

## Smrti
- 14 – Gaj Avgust Oktavijan, rimski cesar (* 63 pr. n. št.)
- 440 – Sikst III., papež (možen datum smrti je tudi 18. avgust) (* okrog 390)
- 1167:
  - Henrik II., vojvoda Limburga (* 1111)
  - Depold I., češki vojvoda Jemnic
  - Friderik IV., švabski vojvoda (* 1144)
  - Werner II. Habsburški, grof
- 1170 – Mstislav II. Izjaslavič, veliki kijevski knez (* ok. 1125)
- 1186 – Godfrej II., bretonski vojvoda (* 1158)
- 1245 – Rajmond Berengar IV., provansalski grof (* 1198)
- 1282 – Hartmann von Heldrungen, veliki mojster vitezov križnikov
- 1297 – Ludvik Touluški, škof Toulousa, svetnik (* 1274)
- 1327 – Amerigo di Piacenza, italijanski učenjak, 12. mojster dominikanskega reda
- 1352 – Oton III., nemški plemič, vojvoda Braunschweig-Lüneburga, knez Lüneburga (* 1296)
- 1493 – Friderik III., rimsko-nemški cesar (* 1415)
- 1506 – Aleksander I. Poljski, poljski kralj in litovski veliki knez (* 1461)
- 1569 – Peter Mlajši, vlaški knez (* 1546)
- 1662 – Blaise Pascal, francoski matematik, filozof, fizik (* 1623)
- 1753 – Johan Balthasar Neumann, nemški arhitekt (* 1687)
- 1819 – James Watt, škotski matematik, inženir (* 1736)
- 1822 – Jean Baptiste Joseph Delambre, francoski matematik, astronom, geometer, zgodovinar astronomije (* 1749)
- 1876 – George Smith, angleški asiriolog (* 1840)
- 1887 – Alvan Clark, ameriški astronom, optik (* 1804)
- 1892 – Richard Adelbert Lipsius, nemški teolog (* 1830)
- 1923 – Vilfredo Pareto, italijanski ekonomist, sociolog, filozof (* 1848)
- 1929 – Sergej Pavlovič Djagilev, ruski baletnik (* 1872)
- 1936 – Federico García Lorca, španski pesnik (* 1898)
- 1937 – Kita Iki, japonski filozof in ultranacionalist (* 1883)
- 1957 – Carl-Gustav Arvid Rossby, švedsko-ameriški meteorolog (* 1898)
- 1967:
  - Hugo Gernsback, ameriški založnik (* 1884)
  - Isaac Deutscher, britanski zgodovinar marksizma (* 1907)
- 1994:
  - Linus Carl Pauling, ameriški kemik, nobelovec 1954, 1962 (* 1901)
  - Ladislav Fuks, češki pisatelj (* 1923)
- 1995 – Pierre Henri Marie Schaeffer, francoski skladatelj (* 1910)
- 2013 – Lee Thompson Young, ameriški filmski igralec (* 1984)

## Prazniki in obredi
- svetovni dan humanitarnosti